# Psamate (Leighton)
Psamate (Psamathe) è un dipinto a olio su tela del pittore inglese Frederic Leighton, realizzato ed esposto per la prima volta nel 1880. L'opera è conservata alla Lady Lever Art Gallery di Port Sunlight.

## Descrizione
Assieme a Il bacio della sorella, La luce dell'harem, Iostefane e La ninfa del torrente Dargle, l'opera fu tra le più importanti dipinte da Leighton nel 1880. Il soggetto è una fanciulla greca, Psamate, che era una delle Nereidi. L'artista l'ha dipinta mentre siede da sola sulla spiaggia e osserva il mar Egeo, con la schiena rivolta verso lo spettatore. La donna ha i capelli rossi ed è seduta su una coperta rossastra, mentre un vestito bianco le è scivolato fino a terra, scoprendo il dorso nudo.

## Analisi
Ernest Rhys scrive che "gli indumenti vaporosi, che sono scivolati dalle sue spalle sulla sabbia, le braccia incrociate sulle ginocchia, ogni dettaglio del dipinto produce l'effetto di bellezza sognante che pervade Psamate e ciò che la circonda."
Edgcumbe Staley scrive che "ella sembra voler guardare fissamente le onde azzurre. I suoi drappeggi greci sottili rivelano la sua figura squisita, mentre lei si accovaccia, con le braccia sulle ginocchia, in uno stato di grazia sognante."